# Leerbroek
Leerbroek ist ein Ort in der Gemeinde Vijfheerenlanden in der Provinz Utrecht, Niederlande. Am 1. Januar 2024 zählte der Ort 1.535 Einwohner.

## Geschichte
Das Dorf Leerbroek wurde um 1025 von Jan van Arkel gegründet.
Leerbroek war in der Zeit zwischen dem 1. April 1817, als der Ort von Meerkerk abgetrennt wurde und dem 1. Januar 1986, als er mit sechs anderen Nachbardörfern zu Zederik vereint wurde, eine eigenständige Gemeinde.

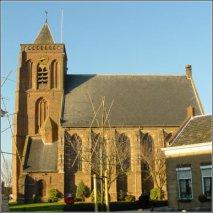
Kirche (Leerbroek, Niederlande)